# 大内山平吉
大内山平吉，(1926年6月19日-1985年11月1日），本名大內平吉，日本茨城縣那珂郡平磯町(現常陸那珂市)出身的前大相撲力士，第185代大関。他身高2.02米，重150公斤。所屬的相撲部屋是時津風部屋。
他是一個漁民家庭的長子，他小學時已身形高大，他家的漁船在1943年被大日本帝國海軍徵用，但海軍軍人認為他食量太大使同屬的軍人食物減少，勸他參加相撲。
他在1944年加入時津風部屋，在1949年晉級至幕內級別，在1955年3月獲得了13-2的成績，他晉升為大關，但只維持了8個場所，因為曾受傷他連續三次打敗，被降扣前頭級別直到他在1959年退休。他後來成為日本相撲協會的審判(副裁)。他在他的部屋中出任教練，但因部屋繼承爭執中失敗離開部屋。
他晚年在兩國國技館附近經營相撲火鍋店，在1985年11月1日於東京都千代田區內醫院因脑肿瘤去世，享年59歳。